# 妇女和女童参与科学国际日
2015年12月22日联合国大会根据大会第A/RES/70/212号决议，宣布每年2月11日为妇女和女童参与科学国际日（英語：International Day of Women and Girls in Science） 这个节日表彰妇女在科学技术上的重要作用。
妇女和女童参与科学国际日由联合国教育、科学及文化组织和联合国妇女署与政府间机构和民间团体合作施行，旨在鼓励妇女参与科技。 节日的目的是促进妇女完全和平等地参与科技。